# Cosby (televíziós sorozat)
A Cosby (eredeti cím: The Bill Cosby Show) amerikai televíziós sitcom, amelyet Bill Cosby, Ed. Weinberger és Michael J. Leeson készítettek, Cosby főszereplésével. Eredetileg 1984. szeptember 20-tól 1992. április 30-ig sugározta az NBC. A sorozat egy felső-középosztálybeli afroamerikai családról szól, akik Brooklynban élnek.
A Cosby Show mind a nyolc évadja a Top 20-ba került a Nielsen nézettségi értékelései alapján.
A TV Guide szerint ez volt a nyolcvanas évek legnagyobb tévés slágere, és majdnem egykezűleg feltámasztotta a sitcom műfajt. A TV Guide továbbá a 28. helyre sorolta az "50 legjobb televíziós sorozat" listáján. A Cosby által megformált főszereplőt, Cliff Huxtable-t a "legjobb televíziós apának" nevezték.
Az Entertainment Weekly 1992 májusában kijelentette, hogy a Cosby Show segítette a nagyrészt fekete színészekből álló sorozatok kialakulását. A műsor Cosby stand-up számain alapul, amelyeket családi életének történései ihlettek. A műsor sikerén alapulva készült el A Different World is, amely 1987-től 1993-ig futott, és hat évadot élt meg. 
Magyarországon a Humor 1 mutatta be 2004. március 4-én. A csatorna megszűnése után a Cool TV folytatta azokkal a részekkel, amit a Humor 1 már nem tudott műsorra tűzni.

## Cselekmény
A Cosby Show a Huxtable családról, egy felső-középosztálybeli afroamerikai családról szól, akik Brooklyn Heightsben élnek, a 10 Stigwood Avenue-n. Az apa Cliff Huxtable, egy szülész, és egy neves jazztrombitás fia. Felesége Clair Huxtable ügyvéd. Négy lányuk és egy fiuk van: Sondra, Denise, Theodore, Vanessa és Rudy. A pilot epizódban viszont csak négy gyerekük volt.
A sorozat humoros jellege mellett komoly témákat is feszegetett, például a diszlexiát (ezt a szálat Cosby diszlexiás fia, Ennis ihlette) és a tinédzserkori terhességet is.

## Epizódok
| Évad | Évad | Epizódok | Eredeti sugárzás     | Eredeti sugárzás  | Eredeti adó |
| Évad | Évad | Epizódok | Évadpremier          | Évadfinálé        | Eredeti adó |
| ---- | ---- | -------- | -------------------- | ----------------- | ----------- |
|      | 1    | 24       | 1984. szeptember 20. | 1985. május 9.    | NBC         |
|      | 2    | 25       | 1985. szeptember 26. | 1986. május 15.   | NBC         |
|      | 3    | 25       | 1986. szeptember 25. | 1987. május 7.    | NBC         |
|      | 4    | 24       | 1987. szeptember 24. | 1988. április 28. | NBC         |
|      | 5    | 26       | 1988. október 6.     | 1989. május 11.   | NBC         |
|      | 6    | 26       | 1989. szeptember 21. | 1990. május 3.    | NBC         |
|      | 7    | 26       | 1990. szeptember 20. | 1991. május 2.    | NBC         |
|      | 8    | 25       | 1991. szeptember 19. | 1992. április 30. | NBC         |

## Zene
A sorozat főcímdalát, a "Kiss Me"-t Stu Gardner és Bill Cosby szerezték. Ennek a főcímdalnak hét verziója készült, így ez egyike azon kevés sorozatoknak, amelyeknek a főcímdalából több verzió is készült. A negyedik évadban a dalt Bobby McFerrin adta elő.

## Fogadtatás
A sorozatot pozitív kritikákkal illették, mivel egy sikeres, stabil fekete családot ábrázolt. Ennek ellenére kritikákat is kapott, például Henry Louis Gates Jr.-tól, aki szerint ez a sorozat elhitette a fehér közönséggel, hogy a rasszizmus és a szegénység a múlt problémája. A Bill Cosby által elkövetett szexuális zaklatás ügye miatt a Cosby Show hírneve "megtépázódott".
A műsor 2,5 milliárd dolláros bevételt generált, ebből egymilliárdot a reklámok termeltek, a maradék 1,5 milliárdot pedig a szindikált sugárzás hozta.
Az All in the Family-vel és az American Idollal együtt a Cosby Show egyike azon három műsornak, amelyek öt évadon keresztül az első helyezést érték el a Nielsen nézettségi adataiban.